# WordPress
WordPress – napisany w języku PHP system zarządzania treścią (CMS), zaprojektowany pierwotnie do obsługi blogów.
Wykorzystuje bazę danych MySQL i MariaDB. Rozpowszechniany jest na licencji GNU General Public License i jest dostępny bezpłatnie.
Według danych W3Techs, firmy analizującej rynek IT, we wrześniu 2022 aż 43,0% stron na świecie wykorzystywało WordPress. Z kolei wśród systemów zarządzania treścią WordPress miał udział na poziomie 64,2% – czyli był najpopularniejszym CMS na świecie.

## Architektura
WordPress ma system szablonów stron internetowych wykorzystujący procesor szablonów. Jego architektura opiera się na kontrolerze, który przekierowuje wszystkie żądania niestatycznych identyfikatorów URI do pojedynczego pliku PHP, ten zaś analizuje identyfikator URI i identyfikuje stronę docelową. Pozwala to na obsługę bardziej czytelnych dla człowieka adresów podstron (permalinków).

### Motywy
Użytkownicy WordPressa mogą instalować i przełączać się między różnymi motywami. Motywy umożliwiają użytkownikom zmianę wyglądu i funkcjonalności witryny WordPress bez zmiany kodu źródłowego lub treści witryny. Każda strona internetowa WordPress wymaga obecności co najmniej jednego motywu, a każdy motyw powinien być zaprojektowany przy użyciu standardów WordPressa ze strukturalnym PHP, poprawnym HTML (HyperText Markup Language) i Cascading Style Sheets (CSS). Motywy można instalować bezpośrednio za pomocą narzędzia administracyjnego WordPress „Wygląd” na pulpicie nawigacyjnym. PHP, HTML i CSS znalezione w motywach można bezpośrednio modyfikować w celu zmiany zachowania motywu lub tematu może być motywem „potomnym”, który dziedziczy ustawienia z motywu nadrzędnego i może selektywnie zastępować funkcje. Motywy WordPress są ogólnie podzielone na dwie kategorie: bezpłatną i premium. Wiele darmowych motywów znajduje się w katalogu tematycznym WordPress, a motywy premium można kupić w sklepach internetowych i indywidualnych programistów WordPressa. Użytkownicy WordPressa mogą również tworzyć i rozwijać własne motywy. Bezpłatny motyw startowy Underscores stworzony przez programistów WordPressa jest bardzo dobrą podstawą dla nowych motywów.

### Wtyczki
Architektura wtyczek WordPressa pozwala użytkownikom rozszerzyć funkcjonalność witryny internetowej lub bloga. WordPress ma prawie 60 000 dostępnych wtyczek, z których każda oferuje funkcje umożliwiające użytkownikom dostosowanie witryn do ich konkretnych potrzeb. Rozszerzenia obejmują zakres od optymalizacji pod kątem wyszukiwarek do portali klienta używanych do wyświetlania prywatnych informacji zalogowanym użytkownikom, do systemów zarządzania treścią, do funkcji wyświetlania treści, takich jak dodanie widżetów i pasków nawigacyjnych. Nie wszystkie dostępne wtyczki są zawsze na bieżąco z aktualizacjami i w rezultacie mogą nie działać poprawnie lub mogą w ogóle nie działać. Większość wtyczek jest dostępna za pośrednictwem WordPressa albo poprzez ich pobieranie i instalację plików ręcznie za pomocą FTP lub poprzez pulpit WordPressa. Niektóre strony oferują wtyczki za pośrednictwem własnych stron internetowych, z których wiele to płatne pakiety.

### Użycie mobilne
Istnieją aplikacje WordPress dla WebOS, Androida, iOS (iPhone, iPod Touch, iPad), Windows Phone i BlackBerry. Te aplikacje zostały zaprojektowane przez Automattic i umożliwiają dodawanie wpisów na blogach i stronach, komentowanie, moderowanie komentarzy, odpowiadanie na komentarze oraz możliwość przeglądania statystyk.

### Sklepy internetowe
Dużo sklepów internetowych opartych jest na WordPressie. Wtyczka WooCommerce dla WordPressa znajduje zastosowanie do budowy każdego typu sklepu online. Jest dostępny duży wybór wtyczek, dzięki czemu można w łatwy sposób dostosować sklep do swoich potrzeb oraz nim zarządzać.

## Luki w zabezpieczeniach
W 2007, 2008 i 2015 roku zostało znalezionych wiele błędów związanych z bezpieczeństwem w oprogramowaniu. Według Secunia, WordPress w kwietniu 2009 roku miał siedem niezałatanych ostrzeżeń o bezpieczeństwie, z maksymalną oceną „Mniej krytyczny”. Secunia utrzymuje aktualną listę luk w zabezpieczeniach WordPress.
W styczniu 2007 popularne blogi poświęcone optymalizacji pod kątem wyszukiwarek (SEO), a także niskobudżetowe komercyjne blogi z AdSense, zostały skierowane i zaatakowane przy użyciu exploita WordPress. Oddzielna luka w zabezpieczeniach na jednym z serwerów sieci Web witryny projektu pozwoliła wprowadzić kod, który można wykorzystać w formie tylnych drzwi do niektórych plików do pobrania z WordPress 2.1.1. Wersja 2.1.2 rozwiązała ten problem. Poradnik wydany w tym czasie zalecił wszystkim użytkownikom natychmiastowe uaktualnienie.
W wywiadzie udzielonym w czerwcu 2007 Stefan Esser, założyciel zespołu PHP Security Response, krytycznie wypowiadał się na temat bezpieczeństwa w programie WordPress, powołując się na problemy z architekturą aplikacji, które sprawiały, że trudno było napisać kod bezpieczny od luk typu SQL injection.
W czerwcu 2013 okazało się, że niektóre z 50 najczęściej pobieranych wtyczek do WordPressa były podatne na typowe ataki internetowe, takie jak SQL injection i XSS. Oddzielna inspekcja 10 wtyczek e-commerce pokazała, że siedem z nich było zagrożonych.
W celu promowania lepszego bezpieczeństwa i usprawnienia ogólnego działania aktualizacji w programie WordPress 3.7 wprowadzono automatyczne aktualizacje w tle.
Indywidualne instalacje WordPressa można zabezpieczyć za pomocą wtyczek bezpieczeństwa, które uniemożliwiają wyliczanie użytkowników, ukrywanie zasobów i pokonywanie sond. Użytkownicy mogą również chronić swoje instalacje WordPress, wykonując takie czynności, jak aktualizacja wszystkich instalacji, motywów i wtyczek WordPress, używając tylko zaufanych motywów i wtyczek, aby zapobiec wielu typom ataków typu SQL injection i zablokować nieautoryzowany dostęp do poufnych plików.
Ważne jest aktualizowanie wtyczek WordPress, ponieważ potencjalni hakerzy mogą wymieniać wtyczki używane przez witrynę, a następnie uruchamiać skanowanie szukające luk w zabezpieczeniach tych wtyczek. Jeśli zostaną wykryte luki w zabezpieczeniach, mogą zostać wykorzystane do umożliwienia hakerom załadowania własnych plików (takich jak skrypt PHP Shell), które zbierają poufne informacje.
Programiści mogą również korzystać z narzędzi do analizy potencjalnych luk w zabezpieczeniach, w tym WPScan, WordPress Auditor i WordPress Sploit Framework opracowanych przez 0pc0deFR. Tego typu narzędzia badają znane luki, takie jak CSRF, LFI, RFI, XSS, SQL injection.
W celu zabezpieczenia WordPress można także włączyć uwierzytelnienie wielopoziomowe podczas procesu logowania oraz zainstalować captcha. Innym sposobem jest zabezpieczenie panelu administracyjnego dodatkowymi certyfikatami np. X.509, dzięki czemu dostęp dla osób spoza konkretnej organizacji będzie znacznie utrudniony. Istnieje również możliwość zainstalowania WordPress tzw. „headless”, który będzie działał tylko w backendzie. Jest on całkowicie ukryty przed użytkownikami z zewnątrz, co w znacznym stopniu minimalizuje ryzyko zhakowania. Ważnym elementem zabezpieczeń systemu WordPress jest również blokada dostępu do plików zawierających wrażliwe dane, np. umożliwiające zalogowanie się do bazy danych (plik wp-config.php). Takie zabezpieczenie wprowadza się zwykle w pliku .htaccess za pomocą specjalnych reguł.
Odpowiednie zabezpieczenie strony WordPress minimalizuje ryzyko utraty danych, a także zabezpiecza właściciela strony oraz potencjalnych użytkowników. Prócz samych zabezpieczeń, które można wprowadzić w panelu administratora, warto także zmodyfikować natywne pliki struktury WordPress, takie jak wp-config.php lub.htaccess.
W styczniu 2017 audytorzy bezpieczeństwa w Sucuri zidentyfikowali lukę w API REST WordPressa, która pozwoliłaby każdemu nieuwierzytelnionemu użytkownikowi zmodyfikować dowolny post lub stronę w witrynie z WordPress 4.7 lub nowszym. Audytorzy po cichu powiadomili programistów WordPress i w ciągu sześciu dni WordPress wydał poprawkę o wysokim priorytecie do wersji 4.7.2, która rozwiązała problem.
Wedle dostępnych danych luki bezpieczeństwa znajdowane są najczęściej we wtyczkach, natomiast tylko 2% podatności pochodzi z samego systemu zarządzania treścią. Wskazuje to na istotne znaczenie rozszerzeń, które właściciele witryn opartych na WordPressie instalują w systemie, a także jak często aktualizują oni swoje wtyczki.

## Rozwój i wsparcie

### Kluczowi deweloperzy
Matt Mullenweg i Mike Little byli współzałożycielami projektu. Głównymi deweloperami są Helen Hou-Sandí, Dion Hulse, Mark Jaquith, Matt Mullenweg, Andrew Ozz i Andrew Nacin.
WordPress jest również rozwijany przez testerów WP, grupę wolontariuszy, którzy testują każde wydanie. Wszyscy mają dostęp do nocnych buildów, wersji beta i kandydatów do wydania. Błędy są udokumentowane na specjalnej liście mailingowej lub narzędziu Trac projektu.
Chociaż WordPress został w dużej mierze opracowany przez społeczność, która go otacza, jest ściśle związany z firmą Automattic, założoną przez Matta Mullenwega. W dniu 9 września 2010 r. Firma Automattic przekazała znak towarowy WordPress nowo utworzonej organizacji WordPress Foundation, która jest organizacją patronacką obsługującą WordPress.org (w tym oprogramowanie i archiwa do wtyczek i motywów), bbPress i BuddyPress.

### Wsparcie
Witryna wsparcia podstawowego WordPress to WordPress.org. Witryna obsługuje zarówno kodeks WordPress, podręcznik online do WordPressa, jak i żywe repozytorium dla informacji i dokumentacji WordPress, a także aktywnej społeczności internetowej użytkowników WordPress.

## Historia
Nazwa WordPress została zasugerowana przez Christine Selleck. Zgodnie z przyjętą konwencją, nazwy kolejnych edycji to nazwiska znanych muzyków jazzowych. WordPress jest oficjalnym następcą systemu blogowego b2/cafelog.
W wersji 2.2 wprowadzono obsługę kontrolek w szablonach, przedtem dostępną w formie osobnej wtyczki. Z kolei wersja 2.3 została zmodyfikowana tak, aby obsługiwać tagi bez użycia wtyczek. Dodatkowo modyfikacje obejmują pełne wsparcie dla standardu Atom 1.0 oraz informacje o dostępności zaktualizowanych wtyczek. Wersja 2.5 to modyfikacja panelu administracyjnego oraz dalsze optymalizowanie aplikacji, zaś wersja 2.6 otrzymała możliwość zapisu kolejnych wersji artykułów.
W wersji 2.7 ponownie zmodyfikowano panel administracyjny, tym razem we współpracy z dziesiątkami tysięcy użytkowników wersji testowej i po wysłuchaniu uwag społeczności skupionej wokół WordPressa. W wersji 2.8 wprowadzono kilkaset poprawek w kodzie.
W wersji 3.0 zintegrowano dwie linie rozwojowe (WordPress oraz WPMU) w jedną, rezygnując w ten sposób z podziału na wersję standardową i platformę blogową. Dodatkowo w wersji 3.0 jako nowy standardowy temat wprowadzono szablon „Twenty Ten”, zastępując znany od wersji 1.5 niebieski motyw graficzny „Kubrick”.
Wersja 3.1 przyniosła zmiany w zarządzaniu stroną. Ułatwiono dodawanie hiperłączy do innych materiałów na stronie (wybieranie z listy), dodano formaty wpisów (skórki mogą wyświetlać różne formaty w różny sposób zdefiniowany w skórce), dodano pasek administracyjny na górze strony oraz opcję sortowania kolumn w panelu administracyjnym. Uproszczono także domyślny widok przy edycji wpisów na stronie, ukrywając kolumny z opcjami, których rzadko się używa (aby nie przerażać początkujących użytkowników). Można je łatwo wyświetlić z powrotem.
Testowa wersja 3.2 Beta 1 zrywa z kompatybilnością ze starszymi wersjami PHP i MySQL. Od tej wersji skrypt będzie wymagał PHP w wersji 5.2.4 oraz MySQL przynajmniej 5.0. Ma to na celu przyśpieszenie działania stron opartych na tym CMS-ie. Nieobsługiwany będzie także Internet Explorer 6. Oprócz tego wprowadzono nowy edytor pełnoekranowy i zmieniono domyślny motyw „Twenty Ten” na „Twenty Eleven”.

### Twórcy
Rozwojem WordPressa kieruje Ryan Boren oraz Matt Mullenweg. Matt i Mike Little są współzałożycielami projektu.

## Społeczność
WordPress ma silną społeczność użytkowników. W wielu krajach świata odbywają się coroczne konferencje na temat tego CMS.
W Polsce ostatni WordCamp odbył się w 2022 w Warszawie